# Melanotus mutatus
Melanotus mutatus là một loài bọ cánh cứng trong họ Elateridae. Loài này được Harold miêu tả khoa học năm 1869.